# Macromitrium huigrense
Macromitrium huigrense är en bladmossart som beskrevs av Robert Statham Williams 1927. Macromitrium huigrense ingår i släktet Macromitrium och familjen Orthotrichaceae. Inga underarter finns listade i Catalogue of Life.